# Swag It Out
"Swag It Out" é uma canção da cantora estadunidense Zendaya, conhecida por protagonizar a série de televisão Shake It Up. Composta por Bobby Brackins, a faixa foi lançada em 30 de maio de 2011 como o primeiro single de sua carreira de forma independente, por sua própria gravadora, não sendo incluida em nenhum álbum ou trilha sonora da Walt Disney Records, sua gravadora.

## Composição e lançamento
A canção foi composta pelo cantor, compositor e produtor Bobby Brackins, conhecido por trabalhar com artistas como as cantoras Dev e Tinashe Kachingwe, o grupo The Pack e os cantores Tydolla$ign e Tom Hamilton. Segundo Zendaya a faixa é sobre autoestima e amor-próprio.
| “ | O conceito é sobre amar a si mesmo e da vida, sendo o melhor que você pode ser e ser o melhor no que você faz na vida, ter confiança e não deixar que os outros te derrubem. Todo mundo pode jogar tudo para cima e ser livre! Ser livre é uma atitude. | ” |

## Recepção da crítica
| |  |  |
| Segundo a crítica Zendaya tem potencial de ser como Nicki Minaj e Beyoncé, citadas pela própria jovem na canção. |  |  |

O portal Hollywood Teenzine avaluou positivamente a canção, declarando que ela era "positiva, divertida, jovem e impressionante para dançar, aquele tipo que te faz sorrir", finalizando ao dizer que a faixa seria uma grande aposta para o verão estadunidense. Sarie, do Black Celeb Kids disse que Zendaya demonstou que pode explorar todas as opções além de atuar, como cantar e dançar também, dizendo que a canção é contagiante. O portal BSC Kids disse que "é bom ver que uma estrela da Disney não está caindo em seus próprios clichês" ao diferenciar a mistura de R&B e música pop feita por Zendaya na canção do começo de outros artistas da Disney antigamente que sempre iniciaram suas carreiras no pop rock. Já Priscilla Rodrigues foi mais à fundo e declarou que a cantora poderia ser tão grande quanto os artistas quem cantava na faixa futuramente.
| “ | Zendaya canta sobre Nicki Minaj, Kanye West e Beyoncé na canção e nós podemos ver claramente em "Swag It Out" que ela pode se tornar tão grande como eles um dia. | ” |

## Faixas
| Download digital |               |                |         |  |
| N.º              | Título        | Compositor(es) | Duração |  |
| 1.               | "Swag It Out" | Bobby Brackins | 3:12    |  |

## Videoclipe
O videoclipe da canção foi gravado na cidade natal da cantora, Oakland, pertencente ao estado da California, nos Estados Unidos, onde Zendaya nasceu e cresceu. Durante as gravações em Oakland Zendaya aprveitou para doar parte da verba do vídeo para comprar brinquedos para as crianças necessitadas da associação Pastry!. Dirigido por Glenn A. Foster e editado pela própria cantora, o vídeo foi lançado oficialmente em 15 de dezembro pelo canal de Zendaya no Youtube, trazendo também uma mensagem para seus fãs.

### Sinopse

Capturas de ecrã do videoclipe

O vídeo se inicia com a jovem chegando à seu colégio, aparentemente uma escola pública, onde várias pessoas se aglomeram pelos corredores e outras conversam na sala de aula. Zendaya entra em sua sala e senta-se em uma carteira, colocando seus fones de ouvido para escutar "Swag It Out" e acabando por dormir. De acordo com o início da faixa, a cantora aparece no pátio do colégio interagindo com outros estudante e começando a dançando passando um à um e influenciando outras pessoas à arriscarem passos de dança. Conforme chega o refrão, vários adolescentes formam um grupo para coreografar a canção liderados por Zendaya, variando entre cenas coloridas e outras em preto e branco. As cenas são revesadas com outras da cantora andando pela rua com um cachorro e dançando sozinha. Em um novo cenário, loalizando em um estúdio de aulas ballet, a cantora aparece junta de um grupo ensaiando a coreografia de moleton, acabando por sair sozinha andando pelos corredores do colégio em meio aos armários, até entrar em um elevador com seus amigos amigos. Na última cena aparece em cima de um palco dentro de uma pequena casa de shows cercada por público que à assiste cantar e dançar junto com dois rappers, sendo ovacionadas com grítos de "Z", abreviação de seu nome. Eis então que Zendaya é acordada na sala de aula por sua coléga, voltando à primeira cena e demonstrando que tudo não passou apenas de um sonho.

### Recepção da crítica
O portal BSC Kids destacou-o positivamente e disse que o vídeo é "único e algo que tem uma vida própria" ao dizer que Zendaya foge aos trabalhos de inicio de carreira de outras artistas da Disney que sempre focam em pop rock e colocam bandas em seus vídeos. O site ainda brinca ao dizer que o clipe pode causar alguns problemas em escolas públicas por incentivar os jovens a sair dançando a canção como Zendaya por todo o colégio.

## Histórico de Lançamento
| Local          | Data                | Formato          | Gravadora    |
| -------------- | ------------------- | ---------------- | ------------ |
| Estados Unidos | 30 de maio de 2011. | download digital | Independente |